# Consiglio dei Comuni e delle Regioni d'Europa
Il Consiglio dei Comuni e delle Regioni d'Europa (CCRE) è una associazione di enti locali e regionali d'Europa. I suoi membri sono le associazioni nazionali delle città e delle regioni di più di trenta paesi europei.
L'idea fondamentale del CCRE è di promuovere un'Europa unita e forte, fondata sull'autonomia locale e regionale, e la democrazia; un'Europa nella quale le decisioni sono prese il più vicino possibile ai cittadini, nel rispetto del principio di sussidiarietà.
Le attività del CCRE ricoprono un vasto campo di attività quali i servizi pubblici, i trasporti, la politica regionale, l'ambiente, le pari opportunità, ecc. Il CCRE è ugualmente presente sulla scena internazionale. Esso costituisce la sezione europea dell'organizzazione mondiale unione delle città e dei governi locali (UCLG).